# Motorwagenfabrik Excelsior
Motorwagenfabrik Excelsior byl švýcarský výrobce automobilů.

## Historie firmy
Společnost Motorwagenfabrik Excelsior založil v roce 1904 automobilový konstruktér Rudolf Egg, který v témže roce odešel ze své firmy Egg & Egli. Vozy značky Excelsior byly vyráběny v letech 1905 až 1907 ve Wollishofenu (dnes místní část Curychu) u Curyšského jezera.
Firma později vyráběla jedny prvních leteckých motorů ve Švýcarsku. Před první světovou válkou Rudolf Egg spolupracoval s konstruktérem Fritzem Moserem z Saint-Aubin, po válce také s firmou Seebach Maschinenbau AG (SEMAG). Poválečné finanční těžkosti však majitele přinutily s výrobou skončit v roce 1919. Egg se pak stal dealerem vozů Renault. Zemřel v roce 1939.

## Vozidla
Prvním vyráběným modelem z roku 1905 byl licenční typ Oldsmobile Curved Dash osazený jednoválcovým motorem s výkonem 6 koní. V roce 1906 byl nahrazen čtyřválcovým motorem firmy Fafnir.
Dochovaný vůz Excelsior vystavuje Verkehrsmuseum v Drážďanech.